# Andrés Calamaro

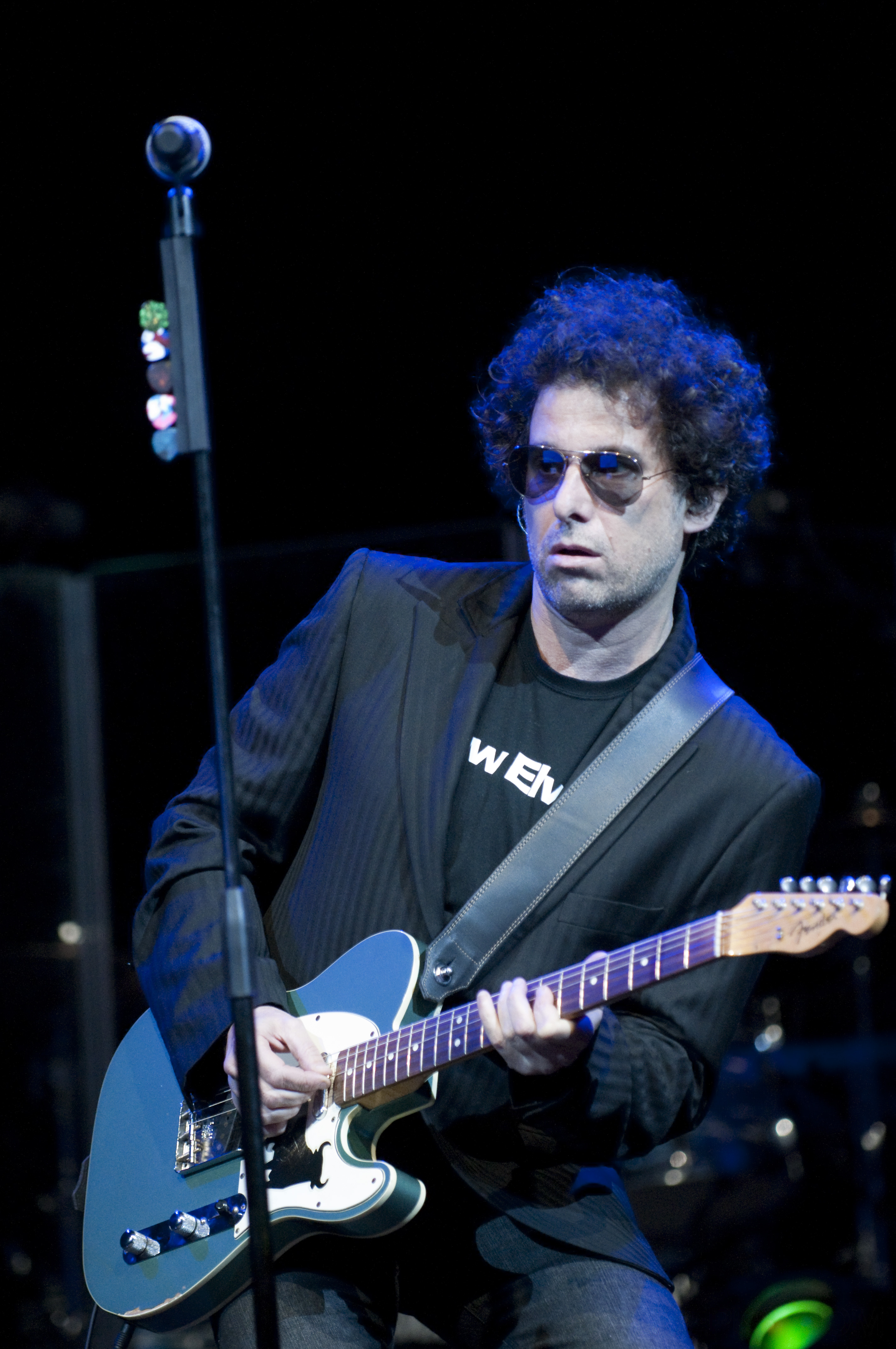

Andrés Calamaro Massel, född 22 augusti 1961 i Buenos Aires, är en argentinsk sångare, musiker, låtskrivare och musikproducent. Han är numera känd som en av spanskspråkiga rockmusikens stora ikoner. Mest känd blev han som medlem i grupperna Los Abuelos De La Nada (1982 till 1989) och Los Rodríguez (1990 till 1996). Han är även känd som soloartist.
Trots att Andrés är känd som rockmusiker har han lirat olika musikstilar som bland annat rock, poprock, tango, funk, latinopop, ska, reggae och psykedelisk rock.

## Diskografi

### MedLos Abuelos De La Nada
- Los Abuelos de la Nada (1982)
- Vasos y besos (1983)
- Himno de mi corazón (1984)
- En directo desde el Ópera [Livealbum] (1985)

### MedLos Rodríguez
- Buena suerte (1991)
- Disco pirata (1992)
- Sin documentos (1993)
- Palabras más, palabras menos (1995)
- Hasta luego [Samlingsalbum] (1997)
- Para no olvidar (2001)

### Som soloartist
- Hotel Calamaro (1984)
- Vida cruel (1985)
- Por mirarte (1988)
- Nadie sale vivo de aquí (1990)
- Grabaciones encontradas Vol. I (1993)
- Loco por tí - Live in Ayacucho '88 (1994)
- Caballos salvajes (album)|Caballos salvajes (1995)
- Grabaciones encontradas Vol. II (1996)
- Alta Suciedad (1997)
- Las otras caras de Alta Suciedad (1998)
- Una década perdida (1998)
- Honestidad brutal (1999)
- Alta Suciedad (1999)
- El Salmón (2000)
- Duetos (2001)
- El Cantante (2004)
- El Regreso (2005)
- Tinta Roja (2006)
- Made in Argentina (DVD) (2006)
- El Palacio de las Flores (2006)
- La Lengua Popular (2007)
- Dos son Multitud (2008)
- Nada se Pierde (2009)
- On the Rock (2010)
- Bohemio (2013)
- Hijos del pueblo (2015)
- Volumen 11 (2016)
- Cargar la suerte (2018)